# Lust Lust Lust
Lust Lust Lust er det tredje album fra The Raveonettes, udgivet den 12. november 2007 i Danmark. På albummet vender bandet tilbage til den støjende lyd fra det første album.
Albummet fik generelt positive anmeldelser og blev karakteriseret som "Det mest spændende album" i en anmeldelse på den britiske musikhjemmeside NME.
Albummet blev ikke berømt i Danmark, men havde dog hittet "Dead Sound"

## Spor
1. "Aly, Walk With Me" - 4:58
2. "Hallucinations" - 2:59
3. "Lust" - 3:38
4. "Dead Sound" - 3:33
5. "Black Satin" - 2:39
6. "Blush" - 3:17
7. "Expelled From Love" - 3:15
8. "You Want The Candy" - 3:07
9. "Blitzed" - 3:03
10. "Sad Transmission" - 3:08
11. "With My Eyes Closed" - 3:31
12. "The Beat Dies" - 3:42